# 대전 스마트 시티
대전 스마트 시티(영어: Daejeon Smart City)는 대한민국 대전광역시 유성구 도룡동에 위치한 초고층 아파트이다. 2단지는 3동, 5단지는 3동이 있으며 높이 144m에 지상 38층, 지하 2층이다.
2단지는 대전광역시 유성구 엑스포로123번길 65-38 (도룡동 4-6)에 위치하고 있고 5단지는 대전광역시 유성구 엑스포로123번길 46-15 (도룡동 4-7)에 위치하고 있다.

## 갤러리

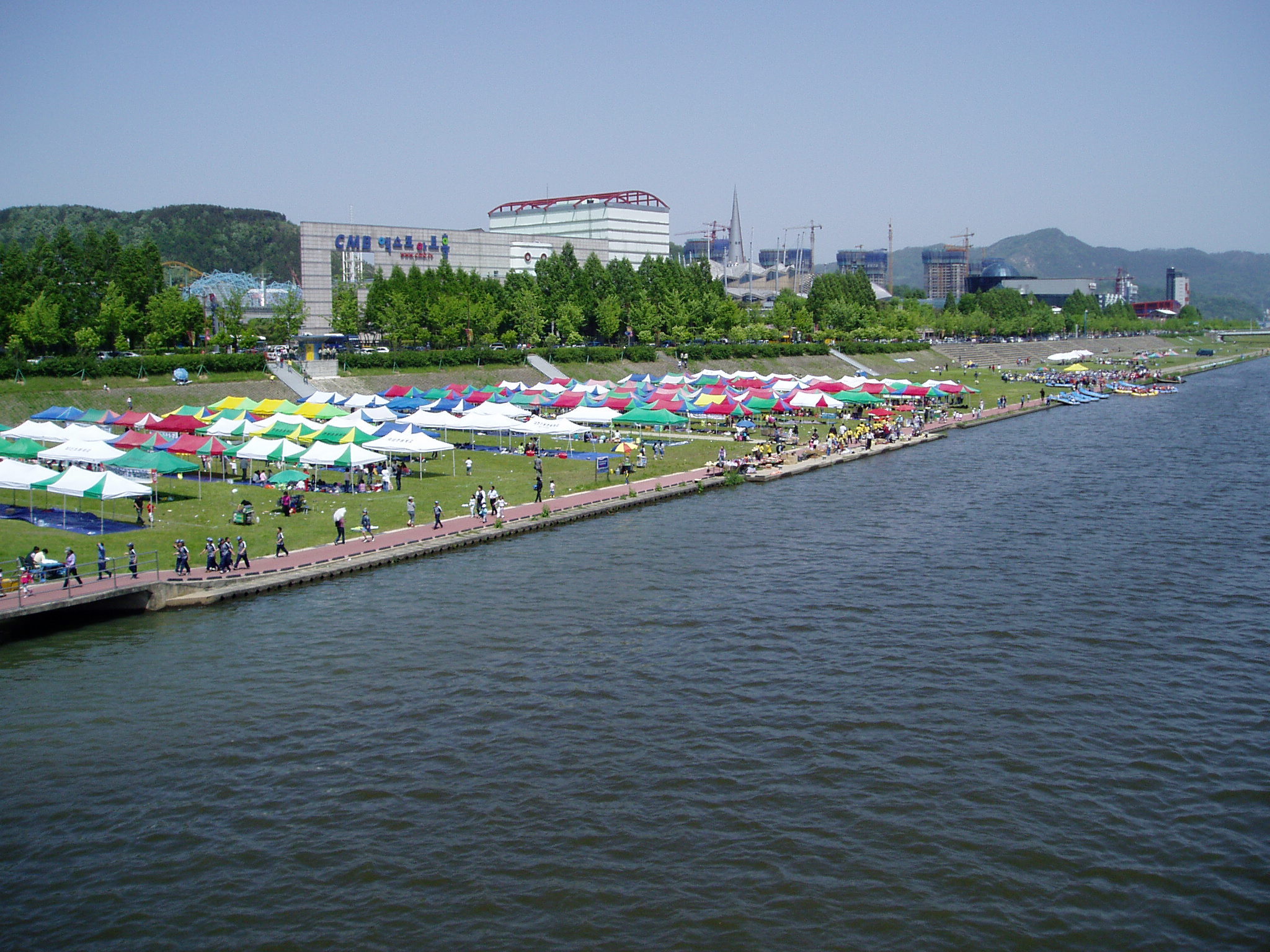
2007년 5월 20일
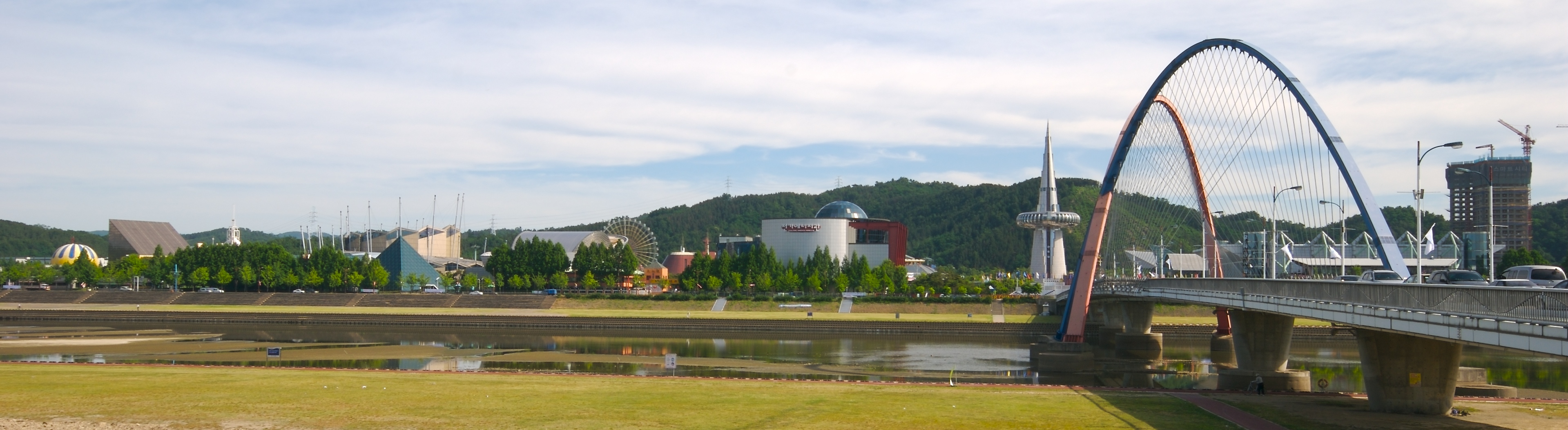
2007년 6월 16일

## 같이 보기
- 대전광역시의 마천루 목록